# Sinqua Walls
Sinqua Walls (né le 6 avril 1985 en Louisiane) est un acteur américain. Il est aussi basketteur pour l'université d'État polytechnique de Californie à Pomona et l'université de San Francisco.

## Biographie
Originaire de la Louisiane, Sinqua s'est installé à Los Angeles en Californie avec sa famille lorsqu'il était jeune garçon. Il est allé au lycée Beverly Hills High School et est diplômé de l'université de San Francisco.
Sinqua a eu son premier rôle dans la série Passions. Grâce à son rôle dans Friday Night Lights, il a pu jouer dans des séries telles que ; Grey's Anatomy, Chuck, Blue Mountain State ou encore Les Experts. Grâce à ses apparitions dans ces séries, Sinqua a eu un rôle récurrent dans la quatrième saison de La Vie secrète d'une ado ordinaire. En 2012, il a eu le rôle de Boyd, un jeune garçon timide qui va rejoindre la meute de Derek Hale, dans la deuxième saison de la série Teen Wolf. En janvier 2013, il a été confirmé que Sinqua reprendrait son rôle dans la troisième saison de Teen Wolf.

## Filmographie

### Cinéma
- 2007 : Choose Connor : Volter
- 2009 : The Second Half : Harlan
- 2011 : Shark 3D : Malik
- 2012 : From the Head : Santos
- 2018 : Le 15h17 pour Paris (The 15:17 to Paris) de Clint Eastwood : Marine
- 2019 : Nos vies après eux : Matt Walkers
- 2022 : Nanny de Nikyatu Jusu : Malik
- 2022 : The Blackening de Tim Story
- 2023 : Les Blancs ne savent pas sauter (White Men Can't Jump) de Calmatic : Kamal Allen
- 2024 : Carry-On de Jaume Collet-Serra : Jason Noble

### Télévision
- 2007 : Passions : Mile Harris (6 épisodes)
- 2007 : Lincoln Heights : Desmond (2 épisodes)
- 2008 : Chuck : Un étudiant (épisode 2.06)
- 2008 : Friday Night Lights : Jamarcus Hall (6 épisodes)
- 2010 : Savage County : Noah (téléfilm)
- 2010 : Grey's Anatomy : Tom Kates (1 épisode)
- 2010 : Blue Mountain State : Batman Barstow (2 épisodes)
- 2010-2012 : Pair of Kings : Pierce (4 épisodes)
- 2011 : Les Experts : Sam Rill (1 épisode)
- 2011-2012 : La Vie secrète d'une ado ordinaire : Daniel (13 épisodes)
- 2012 : Californication : Le Rencard de Kali (saison 5 épisode 5)
- 2012-2013 : Teen Wolf : Boyd
- 2012 : Once Upon a Time : Lancelot du Lac
- 2014 : Power : Shawn Stark (Saisons 1 et 2)